# Iide
Iide – wieś w Estonii, w prowincji Sarema. Ośrodek administracyjny gminy Torgu.